# Guatteria wessels-boerii
Guatteria wessels-boerii är en kirimojaväxtart som beskrevs av Jans.-jac. Guatteria wessels-boerii ingår i släktet Guatteria och familjen kirimojaväxter. Inga underarter finns listade i Catalogue of Life.